# Powstanie Herero
Artykuł ten został zgłoszony do umieszczenia na stronie głównej w rubryce „Czy wiesz”.
Pomóż nam go sprawdzić: oceń zgłoszoną nominację.
Powstanie Herero – seria wojen kolonialnych między Cesarstwem Niemieckim a ludem Herero w Niemieckiej Afryce Południowo-Zachodniej (obecnie Namibia) w latach 1904–1908.

## Tło

### Przedkolonialna Afryka Południowo-Zachodnia
Hererowie byli pasterzami bydła, zajmującymi większość centralnej i północnej części Afryki Południowo-Zachodniej. Pod wodzą Jonkera Afrikanera, który zmarł w 1861 roku, a później Samuela Maharero, zdobyli supremację nad ludami Namaqua i Orlam w serii konfliktów, w których na późniejszych etapach tubylcy powszechnie używali broni palnej pozyskanej od europejskich kupców.

### Kolonizacja niemiecka
Na początku lat 80. XIX wieku niemiecki kanclerz Otto von Bismarck, odwracając się od wcześniejszego sprzeciwu wobec kolonialnych nabytków, zdecydował się na politykę ekspansji imperialnej. W 1882 roku Bismarck udzielił Adolfowi Lüderitzowi pozwolenia na nabycie ziem, które Niemcy miałyby objąć swoją „ochroną”, pod warunkiem utworzenia portu na zajętych terytoriach i zapewnienia „czystego tytułu” do ziemi. Lüderitz kupił tytuł do Angra Pequena (później przemianowanej na Zatokę Lüderitz) od Josepha Fredericksa, wodza ludu Oorlam, w zamian za 200 karabinów, 2500 marek niemieckich i kilka ołowianych żołnierzyków, i założył tam port. Wyjaśnienie statusu niemieckiego panowania nad tym obszarem wśród mocarstw europejskich zajęło trochę czasu, zwłaszcza z powodu sprzeciwu Brytyjczyków. Jednak w kwietniu 1884 roku Bismarck polecił niemieckiemu konsulowi ogłosić „Lüderitzland” (jak zaczęto nazywać posiadłości Lüderitza w Afryce Południowo-Zachodniej) terenem znajdującym się pod „ochroną” Rzeszy Niemieckiej. Lüderitz systematycznie rozszerzał wpływy Niemiec na terytorium Afryki Południowo-Zachodniej, aż do 1885 roku tylko jedno plemię – Witboois – nie zawarło żadnego porozumienia z Niemcami.
Chociaż reńscy misjonarze, kupcy i inni Europejczycy byli obecni na tym obszarze od lat 30. XIX wieku, dopiero wraz z pojawieniem się niemieckich roszczeń do Afryki Południowo-Zachodniej niemieckie osadnictwo na tym terytorium rozwinęło się na dobre. Do 1903 roku w protektoracie przebywało około 4682 europejskich osadników, z czego prawie 3000 stanowili Niemcy, głównie w miastach Lüderitz, Swakopmund i Windhoek. Pojawienie się osadnictwa niemieckiego na dużą skalę spowodowało również zmiany w traktowaniu rdzennych ludów Herero i Namaqua przez Europejczyków; miejscowi spotykali się z coraz większą dyskryminacją prawną i wywłaszczaniem ziemi na rzecz europejskich osadników.

## Bunt
W 1903 roku plemiona Khoi i Herero wznieciły bunt, w którym zginęło około 120–150 niemieckich osadników, a wiele ofiar było torturowanych i okaleczanych przed śmiercią . Z Niemiec wysłano wojska, aby przywrócić porządek, ale te jedynie rozproszyły rebeliantów pod wodzą wodza Samuela Maharero. W słynnym liście do Hendrika Witbooi, wodza plemienia Namaqua, Maharero starał się zorganizować bunt przeciwko Niemcom, jednocześnie budując sojusze z innymi plemionami, wołając: Zgińmy w walce!. Herero przeprowadzili kampanię partyzancką, przeprowadzając szybkie operacje typu „uderz i uciekaj”, a następnie wtapiając się w dobrze znany teren, uniemożliwiając Niemcom uzyskanie przewagi dzięki nowoczesnej artylerii i karabinom maszynowym. Decydująca bitwa rozegrała się 11 sierpnia 1904 roku w górach Waterberg. Wódz Maharero wierzył, że jego sześciokrotna przewaga liczebna nad Niemcami pozwoli mu zwyciężyć w ostatecznym starciu. Niemcy mieli jednak czas na przygotowanie artylerii i ciężkiego uzbrojenia. Obie strony poniosły ciężkie straty, lecz Herero zostali rozproszeni i pokonani.

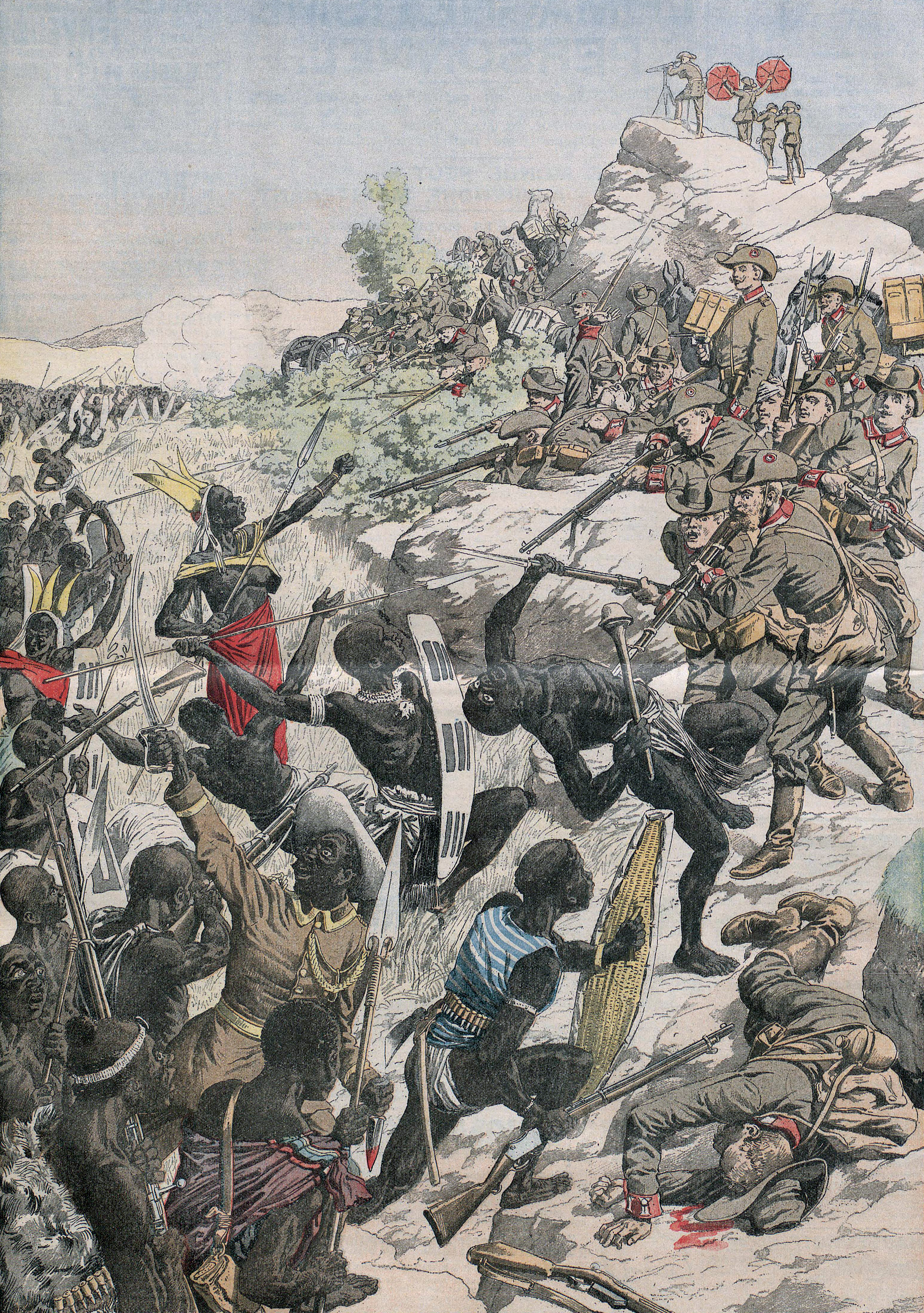
Niemiecki garnizon w Windhoek oblężony przez Herero, 1904

W październiku 1904 roku gen. Lothar von Trotha wydał rozkaz zabicia wszystkich mężczyzn z plemienia Herero oraz wygnania kobiet i dzieci na pustynię. Gdy tylko wieść o tym rozkazie dotarła do Niemiec, został on uchylony .
Odzyskanie pełni władzy nad tym terytorium zajęło Niemcom aż cztery lata, do 1908 roku. Do tego czasu dziesiątki tysięcy miejscowych (szacunki wahają się od 34 tys. do 110 tys.) zginęło lub zmarło z pragnienia podczas ucieczki . W wyniku konfliktu zginęło 65 tys. z 80 tys. Herero i co najmniej 10 tys. z 20 tys. Namaqua.

## Następstwa
W 1915 roku, podczas I wojny światowej, wojska południowoafrykańskie zajęły niemieckie kolonie w Afryce, a Afryka Południowo-Zachodnia oficjalnie stała się terytorium mandatowym ZPA w 1920 roku. Namibia uzyskała niepodległość w 1990 roku.
16 sierpnia 2004 roku, 100 lat po powstaniu, rząd niemiecki oficjalnie przeprosił za swoje zbrodnie. My, Niemcy, akceptujemy naszą historyczną i moralną odpowiedzialność oraz winę, jaką Niemcy wówczas ponieśli – powiedziała Heidemarie Wieczorek-Zeul, niemiecka minister pomocy rozwojowej. Stwierdziła również, że masakry te były równoznaczne z ludobójstwem.
Dopiero w 2015 roku rząd niemiecki oficjalnie przyznał, że masakry miały charakter ludobójstwa i ponownie przeprosił w 2016 roku. Członkowie ludu Herero pozywają rząd niemiecki w pozwie zbiorowym. W 2021 roku Niemcy ogłosiły, że wypłacą Namibii reparacje w wysokości 1,1 miliarda euro.

## W literaturze
Wojny Herero i masakry zostały przedstawione w rozdziale powieści Thomasa Pynchona pt. V. z 1963 roku. Tragiczna historia ludobójstwa Herero i Namaqua pojawia się również w powieści Pynchona Tęcza grawitacji z 1973 roku.
Ogromna trauma, jaką ludobójstwo Herero i Namaqua przyniosło przedstawicielom tych plemion, zostało ukazane w wydanej w 2013 roku powieści historycznej Mama Namibia Mari Serebrov.
Powstanie Herero i będące jego efektem masakry są też istotnym wątkiem w książce The Glamour of Prospecting, współczesnej relacji Fredericka Cornella z jego prób poszukiwania diamentów w tym regionie. W swojej książce Cornell opisuje osobiste doświadczenia z wizyty w dawnym obozie koncentracyjnym na Shark Island, a także inne aspekty konfliktu.